# 秦栈道
秦國在上修建的栈道。最初用于攻打巴地和蜀國时运粮。《战国策—秦策》有云：「范睢相秦，栈道千里，通于蜀汉。」

## 位置
中國陕西省南部，橫越過秦國的要地與四川盆地之間的，在其山壁上鑿洞、穿木或石條並鋪上木板以作為軍隊行走的道路。棧道的長度曾達數百公里。其分佈在秦嶺、巴山、岷山之間。